# 백운산 (의왕시)
백운산(白雲山)은 대한민국 경기도에 있는 산이다. 해당 지역에 걸쳐있는 도시의 의왕, 수원과 용인이 있다. 백운산은 고도의 567 미터 (1,860 ft)이며 주변엔 시루봉과 광교산이 있다.

## 같이 보기
- 목록에 있는 산의 대한민국